# Danh sách giải thưởng và đề cử của George Michael
George Michael (1963–2016) là ca sĩ người Anh, xuất hiện trong nhóm nhạc pop Wham! trước khi bắt đầu sự nghiệp đơn ca thành công. Ông đã bán hơn 100 triệu đĩa nhạc trên thế giới và sở hữu 10 album lọt vào bảng xếp hạng Billboard 200. Trong sự nghiệp đơn ca, Michael phát hành 5 album phòng thu: Faith (1987), Listen Without Prejudice Vol. 1 (1990), Older (1996), Songs from the Last Century (1999) và Patience (2004). Tất cả album của ông đều phát hành dưới sự điều hành của hãng Epic Records, ngoài ra Older và Songs from the Last Century được hãng Virgin Records chịu trách nhiệm phát hành.
Michael giành nhiều giải thưởng tại Vương quốc Liên hiệp Anh, thắng 3 giải từ 5 đề cử giải BRIT; trong đó có hai lần chiến thắng trong hạng mục "Nam nghệ sĩ Anh Quốc xuất sắc nhất" năm 1988 và 1997. Ông cũng đạt thành công tại giải Video âm nhạc của MTV, nhận 4 giải từ 15 đề cử, bao gồm "Chỉ đạo video xuất sắc nhất" cho bài hát "Father Figure" năm 1988. Album đầu tay của Michael Faith cũng giành nhiều giải, trong đó có giải thưởng Âm nhạc Mỹ cho "Album Soul/R&B được yêu thích nhất" và giải Grammy cho "Album của năm". Tổng cộng, Michael đã giành 17 giải thưởng và 49 đề cử.

## Giải thưởng Âm nhạc Mỹ
Giải thưởng Âm nhạc Mỹ là lễ trao giải thường niên do Dick Clark sáng lập năm 1973. Michael giành 3 giải trên 5 đề cử.
| Năm  | Đề cử / Tác phẩm | Giải thưởng                              | Kết quả   |
| ---- | ---------------- | ---------------------------------------- | --------- |
| 1988 | George Michael   | Nam nghệ sĩ được yêu thích nhất          | Đề cử     |
| 1989 | Faith            | Album Pop/Rock được yêu thích nhất       | Đề cử     |
| 1989 | George Michael   | Nam nghệ sĩ Pop/Rock được yêu thích nhất | Đoạt giải |
| 1989 | George Michael   | Nam nghệ sĩ Soul/R&B được yêu thích nhất | Đoạt giải |
| 1989 | Faith            | Album Soul/R&B được yêu thích nhất       | Đoạt giải |

## Giải BRIT
Giải BRIT là giải thưởng nhạc pop thường niên của British Phonographic Industry. Michael thắng 3 giải trên 8 đề cử.
| Năm  | Đề cử / Tác phẩm                | Giải thưởng                               | Kết quả   |
| ---- | ------------------------------- | ----------------------------------------- | --------- |
| 1988 | George Michael                  | Nam nghệ sĩ Anh Quốc xuất sắc nhất        | Đoạt giải |
| 1991 | Listen Without Prejudice Vol. 1 | Album Anh Quốc hay nhất                   | Đoạt giải |
| 1997 | George Michael                  | Nam nghệ sĩ Anh Quốc xuất sắc nhất        | Đoạt giải |
| 1997 | "Fastlove"                      | Đĩa đơn Anh Quốc hay nhất                 | Đề cử     |
| 1997 | "Fastlove"                      | Video Anh Quốc hay nhất                   | Đề cử     |
| 1997 | Older                           | Album Anh Quốc MasterCard                 | Đề cử     |
| 2005 | "Amazing"                       | Đĩa đơn Anh Quốc hay nhất                 | Đề cử     |
| 2007 | George Michael                  | Nghệ sĩ Anh Quốc trình diễn xuất sắc nhất | Đề cử     |

## Giải GLAAD Media
Giải GLAAD Media thành lập năm 1990 bởi Gay & Lesbian Alliance Against Defamation. Michael giành một đề cử.
| Năm  | Đề cử / Tác phẩm | Giải thưởng             | Kết quả |
| ---- | ---------------- | ----------------------- | ------- |
| 2005 | Patience         | Nghệ sĩ âm nhạc nổi bật | Đề cử   |

## Grammy Awards
Giải Grammy là giải thường niên của Viện hàn lâm Khoa học và Nghệ thuật Thu âm Quốc gia Hoa Kỳ. Michael thắng hai giải trên 8 đề cử.
| Năm  | Đề cử / Tác phẩm                   | Giải thưởng                                     | Kết quả   |
| ---- | ---------------------------------- | ----------------------------------------------- | --------- |
| 1987 | "I Knew You Were Waiting (For Me)" | Trình diễn giọng R&B nhóm nhạc/song ca hay nhất | Đoạt giải |
| 1989 | "Father Figure"                    | Giọng ca pop nam xuất sắc nhất                  | Đề cử     |
| 1989 | Faith                              | Album của năm                                   | Đoạt giải |
| 1992 | "Freedom! '90"                     | Giọng ca pop nam xuất sắc nhất                  | Đề cử     |
| 1993 | "Don't Let the Sun Go Down on Me"  | Nhóm nhạc giọng pop hay nhất                    | Đề cử     |
| 2000 | Songs from the Last Century        | Album giọng pop truyền thống hay nhất           | Đề cử     |
| 2005 | "Amazing"                          | Đĩa nhạc phối lại hay nhất                      | Đề cử     |
| 2005 | "Flawless (Go to the City)"        | Video dạng ngắn hay nhất                        | Đề cử     |

## Giải Ivor Novello
Giải Ivor Novello là giải thưởng dành cho sáng tác và soạn nhạc tại Luân Đôn, được Học viện nhạc sĩ, nhà soạn nhạc và tác giả Vương quốc Liên hiệp Anh (BASCA) tổ chức thường niên. Michael giành 4 giải.
| Năm  | Đề cử / Tác phẩm | Giải thưởng                      | Kết quả   |
| ---- | ---------------- | -------------------------------- | --------- |
| 1985 | George Michael   | Nhạc sĩ của năm                  | Đoạt giải |
| 1989 | "Faith"          | Bài hát quốc tế ăn khách của năm | Đoạt giải |
| 1989 | George Michael   | Nhạc sĩ của năm                  | Đoạt giải |
| 1996 | George Michael   | Nhạc sĩ của năm                  | Đoạt giải |

## Giải Juno
Giải Juno là giải thưởng thường niên của Viện hàn lâm Khoa học và Nghệ thuật Thu âm Canada. Michael giành 3 đề cử.
| Năm  | Đề cử / Tác phẩm | Giải thưởng                  | Kết quả |
| ---- | ---------------- | ---------------------------- | ------- |
| 1989 | Faith            | Album quốc tế của năm        | Đề cử   |
| 1989 | George Michael   | Nhà giải trí quốc tế của năm | Đề cử   |
| 1989 | "Faith"          | Đĩa đơn quốc tế của năm      | Đề cử   |

## Giải thưởng Âm nhạc châu Âu MTV
Giải Âm nhạc châu Âu của MTV là giải thưởng thường niên của MTV Europe. Michael thắng 1 giải từ 4 đề cử.
| Năm  | Đề cử / Tác phẩm | Giải thưởng               | Kết quả   |
| ---- | ---------------- | ------------------------- | --------- |
| 1996 | George Michael   | Nam nghệ sĩ xuất sắc nhất | Đoạt giải |
| 1999 | "As"             | Bài hát hay nhất          | Đề cử     |
| 1999 | "As"             | Video hay nhất            | Đề cử     |
| 1999 | George Michael   | Nam nghệ sĩ xuất sắc nhất | Đề cử     |

## Giải Video âm nhạc của MTV
Giải Video âm nhạc của MTV là giải thưởng thường niên của MTV. Michael tháng 4 giải từ 15 đề cử.
| Năm  | Đề cử / Tác phẩm           | Giải thưởng                                           | Kết quả   |
| ---- | -------------------------- | ----------------------------------------------------- | --------- |
| 1988 | "Father Figure"            | Chỉ đạo video xuất sắc nhất                           | Đoạt giải |
| 1988 | "Father Figure"            | Quay phim video xuất sắc nhất                         | Đề cử     |
| 1988 | "Faith"                    | Chỉ đạo nghệ thuật video xuất sắc nhất                | Đề cử     |
| 1989 | George Michael             | Video Vanguard (Thành tựu trọn đời)                   | Đoạt giải |
| 1991 | "Freedom! '90"             | Quay phim video xuất sắc nhất                         | Đề cử     |
| 1991 | "Freedom! '90"             | Chỉ đạo video xuất sắc nhất                           | Đề cử     |
| 1991 | "Freedom! '90"             | Video nam nghệ sĩ hay nhất                            | Đề cử     |
| 1991 | "Freedom! '90"             | Chỉ đạo nghệ thuật video xuất sắc nhất                | Đề cử     |
| 1991 | "Freedom! '90"             | Biên tập video xuất sắc nhất                          | Đề cử     |
| 1993 | "Papa Was a Rollin' Stone" | Giải thưởng yêu thích của khán giả châu Âu—MTV Europe | Đoạt giải |
| 1993 | "Papa Was a Rollin' Stone" | Video nam nghệ sĩ hay nhất                            | Đề cử     |
| 1993 | "Papa Was a Rollin' Stone" | Video đột phá                                         | Đề cử     |
| 1996 | "Fastlove"                 | Giải thưởng yêu thích của khán giả châu Âu—MTV Europe | Đoạt giải |
| 1996 | "Fastlove"                 | Video dance hay nhất                                  | Đề cử     |
| 1996 | "Fastlove"                 | Vũ đạo video hay nhất                                 | Đề cử     |
| 2009 | "Freedom! '90"             | Video hay nhất (That Should Have Won a Moonman)       | Đề cử     |